# Klainedoxa trillesii
Klainedoxa trillesii là một loài thực vật có hoa trong họ Irvingiaceae. Loài này được Pierre ex Tiegh. mô tả khoa học đầu tiên năm 1905.